# Forest and Frith
Forest and Frith – civil parish w Anglii, w hrabstwie Durham. W 2011 civil parish liczyła 163 mieszkańców.